# Eremurus aitchisonii
Eremurus aitchisonii är en grästrädsväxtart som beskrevs av John Gilbert Baker. Eremurus aitchisonii ingår i släktet Eremurus och familjen grästrädsväxter. Inga underarter finns listade i Catalogue of Life.